# Srednje Pijavško
Srednje Pijavško – wieś w Słowenii, w gminie Krško. W 2018 roku liczyła 10 mieszkańców.